# Волошина Марія Єрмолаївна
Марі́я Єрмола́ївна Воло́шина (рос. Мария Ермолаевна Волошина; 1926—1979) — передовик радянського сільського господарства, доярка колгоспу «Об'єднання» Ульотовського району Читинської області, Герой Соціалістичної Праці (1966).

## Біографія
Народилася в 1926 році в селі Миколаївське, нині Ульотовського району Забайкальського краю в російській селянській родині.
У 1942 році працевлаштувалася обліковцем-заправником у тракторну бригаду колгоспу «Об'єднання». З 1945 року працювала трактористкою. У 1948 році прийшла працювати на тваринницьку ферму дояркою. Дуже швидко освоїла професію і незабаром вийшла в передовики виробництва.
За підсумками роботи в сьомій п'ятирічці вона достроково виконала планові показники й перемогла в соціалістичному змаганні.
Указом Президії Верховної Ради СРСР від 22 березня 1966 року за отримання високих результатів у сільському господарстві й рекордні показники у тваринництві Марії Єрмолаївні Волошиній присвоїли звання Героя Соціалістичної Праці з врученням ордена Леніна і медалі «Серп і Молот».
Далі працювала в тому ж колгоспі.
Проживала в рідному селі. Померла в 1979 році.

## Нагороди
- золота зірка «Серп і Молот» (22.03.1966)
- орден Леніна (22.03.1966)
- інші медалі.